# Żywiciel ostateczny
Żywiciel ostateczny – organizm, w którym powstaje dorosła, rozmnażająca się płciowo forma pasożyta.
Człowiek jest żywicielem ostatecznym np. dla niektórych tasiemców.